# Édouard Degrelle
Pour les articles homonymes, voir Degrelle (homonymie).
Édouard Degrelle, né à Solre-le-Château le 9 février 1872 et mort le 12 mars 1948 à Bruxelles, est un homme politique belge catholique puis rexiste. Il est le père de Léon Degrelle.

## Biographie
Édouard Edmond Joseph Degrelle naît à Solre-le-Château en France le 9 février 1872, dans une famille très catholique. Son père, Léon Degrelle, est marchand. Sa mère, Henriette Marcy, est originaire d'Houdeng-Aimeries. Français de naissance, il obtient la nationalité belge par grande naturalisation par l'arrêté royal du 1er novembre 1899. Il est ingénieur brassicole diplômé de l’université catholique de Louvain – Lille et Paris. 
Il épouse Marie-Catherine Boever, avec qui il a huit enfants. Léon Degrelle est le cinquième de la fratrie. 
Il commence par travailler dans sa propre brasserie en Belgique et entame très vite sa carrière de notable catholique. Président de l'association catholique de Bouillon, il est élu au Conseil provincial pour le canton de Bouillon en juin 1904. Il y rejoint d'ailleurs son beau-père Jules Boever, vice-président du conseil, Médecin à La Roche-en-Ardenne et échevin de cette même commune. Réélu sans interruption, il est élu député permanent catholique de la province de Luxembourg le 7 décembre 1921. Il enchaîne ensuite une série d'autres mandats électifs, à savoir conseiller communal rexiste en 1936, conseiller provincial du Luxembourg pour enfin postuler comme député et bourgmestre de Bouillon en 1938 avant de se désister par la suite. Il est également administrateur de la S.A., la Presse de Rex de 1940 à 1941. Enfin, il est commissaire de la Société nationale des chemins de fer vicinaux en mai 1944.
Pendant la guerre, il est partisan de son fils et du parti rexiste qu’il soutient. À la fin de la guerre en 1944, il fuit en Allemagne. Il est arrêté à Hanovre lors d’un nettoyage par le 4ème Bon de Fusiliers. À la suite de sa capture, il est déchu de ses fonctions publiques pour avoir collaboré avec l’Allemagne nazie en soutenant « les efforts ignominieux de son fils dans sa politique ennemie de destruction de la Belgique », avoir été « insensible au douloureux martyre de notre population » en acceptant entre autres la « séquestration, dans la cave de son immeuble, du curé-doyen de Bouillon » et s’être « honteusement enfui, lors de la libération pour se soustraire à la justice de son pays ». Il est finalement jugé par le Conseil de guerre d'Arlon et condamné, le 31 mai 1947, à huit ans de détention et 100 000 francs d'amende. Transféré de la prison de Saint-Gilles début mars 1948 pour raison de santé, il décède dans un hôpital bruxellois peu de temps après, le 12 mars 1948.